# Llista de talaiots de Mallorca
Llista de talaiots de Mallorca ordenades per municipi.
Informació actualitzada per un bot. Els canvis manuals es perdran quan s'actualitzi!

## Alaró
| imatge | Nom                   | Ubicat a | instància de                          | Detalls | coordenades                                          | Protecció             | Commons (més fotos)   | Dades a WD                    |
| ------ | --------------------- | -------- | ------------------------------------- | ------- | ---------------------------------------------------- | --------------------- | --------------------- | ----------------------------- |
|        | Talaiot de Son Grau   | Alaró    | jaciment arqueològic talaiot monument |         | 39° 42′ 55″ N, 2° 49′ 25″ E / 39.715292°N,2.823679°E | bé d'interès cultural |                       | Modifica les dades a Wikidata |
|        | Talaiot de Son Palou  | Alaró    | jaciment arqueològic talaiot          |         | 39° 41′ 09″ N, 2° 47′ 47″ E / 39.685873°N,2.796349°E | bé d'interès cultural | Talaiot de Son Palou  | Modifica les dades a Wikidata |
|        | Talaiot de s'Alcadena | Alaró    | talaiot jaciment arqueològic monument |         | 39° 43′ 55″ N, 2° 49′ 23″ E / 39.73196°N,2.823112°E  | bé d'interès cultural | Talaiot de s'Alcadena | Modifica les dades a Wikidata |

## Alcúdia
| imatge | Nom                 | Ubicat a | instància de                          | Detalls | coordenades                                       | Protecció             | Commons (més fotos) | Dades a WD                    |
| ------ | ------------------- | -------- | ------------------------------------- | ------- | ------------------------------------------------- | --------------------- | ------------------- | ----------------------------- |
|        | Talaiot de Son Simó | Alcúdia  | jaciment arqueològic talaiot monument |         | 39° 49′ 13″ N, 3° 03′ 12″ E / 39.8203°N,3.05333°E | bé d'interès cultural | Talaiot de Son Simó | Modifica les dades a Wikidata |

## Algaida
| imatge | Nom                                                  | Ubicat a | instància de | Detalls | coordenades                                          | Protecció             | Commons (més fotos)     | Dades a WD                    |
| ------ | ---------------------------------------------------- | -------- | ------------ | ------- | ---------------------------------------------------- | --------------------- | ----------------------- | ----------------------------- |
|        | Talaiot de Can Felet - es Figueral                   | Algaida  | talaiot      |         | 39° 35′ 06″ N, 2° 53′ 40″ E / 39.585088°N,2.894345°E | bé d'interès cultural |                         | Modifica les dades a Wikidata |
|        | Talaiot de Son Coll Nou                              | Algaida  | talaiot      |         | 39° 33′ 08″ N, 2° 56′ 22″ E / 39.552241°N,2.93944°E  | bé d'interès cultural | Talaiot de Son Coll Nou | Modifica les dades a Wikidata |
|        | Talaiot de Son Ribes de Pina / Tanca de ses Oliveres | Algaida  | talaiot      |         | 39° 35′ 43″ N, 2° 55′ 42″ E / 39.595369°N,2.928452°E | bé d'interès cultural |                         | Modifica les dades a Wikidata |
|        | Talaiot de sa Casa Nova de Pina                      | Algaida  | talaiot      |         | 39° 35′ 35″ N, 2° 55′ 50″ E / 39.593044°N,2.93046°E  | bé d'interès cultural |                         | Modifica les dades a Wikidata |

## Andratx
| imatge | Nom                                        | Ubicat a | instància de | Detalls | coordenades                                          | Protecció             | Commons (més fotos) | Dades a WD                    |
| ------ | ------------------------------------------ | -------- | ------------ | ------- | ---------------------------------------------------- | --------------------- | ------------------- | ----------------------------- |
|        | Talaiot de s'Alqueria - puig des Castellot | Andratx  | talaiot      |         | 39° 35′ 47″ N, 2° 27′ 23″ E / 39.596299°N,2.456409°E | bé d'interès cultural |                     | Modifica les dades a Wikidata |

## Ariany
| imatge | Nom                                  | Ubicat a | instància de | Detalls | coordenades                                                     | Protecció             | Commons (més fotos) | Dades a WD                    |
| ------ | ------------------------------------ | -------- | ------------ | ------- | --------------------------------------------------------------- | --------------------- | ------------------- | ----------------------------- |
|        | Sa Rota d'en Martí / Son Rul·lan Nou | Ariany   | talaiot      |         | 39° 38′ 20″ N, 3° 08′ 02″ E / 39.63895°N,3.133753°E Son Rul·lan | bé d'interès cultural |                     | Modifica les dades a Wikidata |
|        | Talaiot de Son Boscà                 | Ariany   | talaiot      |         | 39° 40′ 41″ N, 3° 09′ 28″ E / 39.678106°N,3.157849°E Son Boscà  | bé d'interès cultural |                     | Modifica les dades a Wikidata |

## Artà
| imatge | Nom                                                 | Ubicat a | instància de                 | Detalls | coordenades                                          | Protecció             | Commons (més fotos)             | Dades a WD                    |
| ------ | --------------------------------------------------- | -------- | ---------------------------- | ------- | ---------------------------------------------------- | --------------------- | ------------------------------- | ----------------------------- |
|        | Talaiot de Carrossa / Es Jardí d'en Martí           | Artà     | talaiot                      |         |                                                      | bé d'interès cultural |                                 | Modifica les dades a Wikidata |
|        | Talaiot de Carrossa / Sa Talaieta                   | Artà     | talaiot                      |         |                                                      | bé d'interès cultural |                                 | Modifica les dades a Wikidata |
|        | Talaiot de Son Catiu / Claperot des Clot Fiol       | Artà     | talaiot                      |         | 39° 41′ 04″ N, 3° 22′ 37″ E / 39.684431°N,3.376978°E | bé d'interès cultural | Talaiot de Son Catiu            | Modifica les dades a Wikidata |
|        | Talaiot de Son Roca / Pont d'en Pentinat            | Artà     | talaiot                      |         |                                                      | bé d'interès cultural |                                 | Modifica les dades a Wikidata |
|        | Talaiot de Son Sureda Vell / Es Corral              | Artà     | talaiot                      |         | 39° 42′ 30″ N, 3° 19′ 44″ E / 39.708301°N,3.328936°E | bé d'interès cultural |                                 | Modifica les dades a Wikidata |
|        | Talaiot de Son Sureda Vell / S'Alt des Camp d'Enmig | Artà     | talaiot                      |         | 39° 42′ 35″ N, 3° 19′ 24″ E / 39.709758°N,3.323343°E | bé d'interès cultural |                                 | Modifica les dades a Wikidata |
|        | Talaiot de s'Ametlerar / Puig de sa Pleta           | Artà     | talaiot                      |         |                                                      | bé d'interès cultural |                                 | Modifica les dades a Wikidata |
|        | Talaiot de s'Estelrica / Can Terres                 | Artà     | talaiot                      |         | 39° 40′ 30″ N, 3° 21′ 03″ E / 39.67498°N,3.350932°E  | bé d'interès cultural |                                 | Modifica les dades a Wikidata |
|        | Talaiot de sa Canova de Morell / Es Bosc des Callés | Artà     | talaiot                      |         | 39° 42′ 28″ N, 3° 14′ 51″ E / 39.707692°N,3.247403°E | bé d'interès cultural |                                 | Modifica les dades a Wikidata |
|        | Talaiot de sa Devesa / Can Pentinat                 | Artà     | talaiot                      |         | 39° 44′ 06″ N, 3° 16′ 49″ E / 39.735099°N,3.280165°E | bé d'interès cultural |                                 | Modifica les dades a Wikidata |
|        | Talaiot de sa Talaieta / Camí de na Maians          | Artà     | talaiot                      |         | 39° 41′ 25″ N, 3° 22′ 43″ E / 39.690391°N,3.378533°E | bé d'interès cultural |                                 | Modifica les dades a Wikidata |
|        | Talaiot del puig Figuer                             | Artà     | jaciment arqueològic talaiot |         | 39° 44′ 04″ N, 3° 20′ 11″ E / 39.7344°N,3.336295°E   | bé d'interès cultural | Talaiot del puig Figuer         | Modifica les dades a Wikidata |
|        | Talaiot dels Olors / Claperot d'en Bossa            | Artà     | talaiot                      |         | 39° 43′ 09″ N, 3° 22′ 31″ E / 39.719234°N,3.375308°E | bé d'interès cultural |                                 | Modifica les dades a Wikidata |
|        | Talaiot des Claper                                  | Artà     | talaiot                      |         | 39° 42′ 04″ N, 3° 21′ 41″ E / 39.701167°N,3.361446°E | bé d'interès cultural |                                 | Modifica les dades a Wikidata |
|        | talaiot quadrat de ses Llenques                     | Artà     | talaiot                      |         | 39° 42′ 41″ N, 3° 15′ 48″ E / 39.711252°N,3.263386°E | bé d'interès cultural | Talaiot quadrat de ses Llenques | Modifica les dades a Wikidata |

## Banyalbufar
| imatge | Nom                                            | Ubicat a    | instància de | Detalls | coordenades                                        | Protecció             | Commons (més fotos) | Dades a WD                    |
| ------ | ---------------------------------------------- | ----------- | ------------ | ------- | -------------------------------------------------- | --------------------- | ------------------- | ----------------------------- |
|        | Talaiot de ses Mosqueres / Racó de Banyalbufar | Banyalbufar | talaiot      |         | 39° 40′ 26″ N, 2° 33′ 22″ E / 39.67399°N,2.55613°E | bé d'interès cultural |                     | Modifica les dades a Wikidata |

## Binissalem
| imatge | Nom                                      | Ubicat a   | instància de | Detalls | coordenades                                          | Protecció             | Commons (més fotos) | Dades a WD                    |
| ------ | ---------------------------------------- | ---------- | ------------ | ------- | ---------------------------------------------------- | --------------------- | ------------------- | ----------------------------- |
|        | Talaiot de Borneta / Es Claper des Moros | Binissalem | talaiot      |         | 39° 42′ 28″ N, 2° 50′ 25″ E / 39.707909°N,2.840262°E | bé d'interès cultural |                     | Modifica les dades a Wikidata |
|        | Talaiot de sa Terra Grossa / Can Marilla | Binissalem | talaiot      |         | 39° 41′ 15″ N, 2° 49′ 29″ E / 39.687461°N,2.8248°E   | bé d'interès cultural |                     | Modifica les dades a Wikidata |
|        | Talaiot des Velar / Es Claper des Moros  | Binissalem | talaiot      |         | 39° 40′ 10″ N, 2° 51′ 43″ E / 39.669382°N,2.861921°E | bé d'interès cultural |                     | Modifica les dades a Wikidata |

## Bunyola
| imatge | Nom                                 | Ubicat a | instància de | Detalls | coordenades                                          | Protecció             | Commons (més fotos) | Dades a WD                    |
| ------ | ----------------------------------- | -------- | ------------ | ------- | ---------------------------------------------------- | --------------------- | ------------------- | ----------------------------- |
|        | Talaiot de Son Perot / Sa Llegitima | Bunyola  | talaiot      |         | 39° 43′ 59″ N, 2° 44′ 09″ E / 39.733145°N,2.73576°E  | bé d'interès cultural |                     | Modifica les dades a Wikidata |
|        | Talaiot des Pujol                   | Bunyola  | talaiot      |         | 39° 44′ 01″ N, 2° 44′ 43″ E / 39.733527°N,2.745328°E | bé d'interès cultural |                     | Modifica les dades a Wikidata |

## Búger
| imatge | Nom                       | Ubicat a | instància de | Detalls | coordenades                                          | Protecció             | Commons (més fotos) | Dades a WD                    |
| ------ | ------------------------- | -------- | ------------ | ------- | ---------------------------------------------------- | --------------------- | ------------------- | ----------------------------- |
|        | Talaiot de sa Mata Grossa | Búger    | talaiot      |         | 39° 46′ 07″ N, 2° 59′ 15″ E / 39.768495°N,2.987589°E | bé d'interès cultural |                     | Modifica les dades a Wikidata |

## Calvià
| imatge | Nom                                                | Ubicat a | instància de | Detalls | coordenades                                                                    | Protecció             | Commons (més fotos) | Dades a WD                    |
| ------ | -------------------------------------------------- | -------- | ------------ | ------- | ------------------------------------------------------------------------------ | --------------------- | ------------------- | ----------------------------- |
|        | Talaiot de Peguera / Puig des Collet des Moro      | Calvià   | talaiot      |         | 39° 33′ 06″ N, 2° 27′ 28″ E / 39.551703°N,2.4577°E                             | bé d'interès cultural |                     | Modifica les dades a Wikidata |
|        | Talaiot de Son Massot / Sa Barraca de l'Amo        | Calvià   | talaiot      |         | 39° 29′ 50″ N, 2° 31′ 37″ E / 39.497313°N,2.527067°E                           | bé d'interès cultural |                     | Modifica les dades a Wikidata |
|        | Talaiot de Son Miralles                            | Calvià   | talaiot      |         | 39° 30′ 19″ N, 2° 29′ 08″ E / 39.50527777777778°N,2.485444444444445°E Mallorca |                       |                     | Modifica les dades a Wikidata |
|        | Turó fortificat de Torà / Puig des Moros de Ponent | Calvià   | talaiot      |         | 39° 33′ 15″ N, 2° 28′ 30″ E / 39.554045°N,2.475129°E                           | bé d'interès cultural |                     | Modifica les dades a Wikidata |

## Campanet
| imatge | Nom                            | Ubicat a | instància de | Detalls | coordenades                                          | Protecció             | Commons (més fotos) | Dades a WD                    |
| ------ | ------------------------------ | -------- | ------------ | ------- | ---------------------------------------------------- | --------------------- | ------------------- | ----------------------------- |
|        | Talaiot de Son Corró / Es Puig | Campanet | talaiot      |         | 39° 47′ 20″ N, 2° 59′ 14″ E / 39.788957°N,2.987211°E | bé d'interès cultural |                     | Modifica les dades a Wikidata |

## Campos
| imatge | Nom                                        | Ubicat a | instància de | Detalls | coordenades                                          | Protecció             | Commons (més fotos) | Dades a WD                    |
| ------ | ------------------------------------------ | -------- | ------------ | ------- | ---------------------------------------------------- | --------------------- | ------------------- | ----------------------------- |
|        | Son Oliver / Tanca de s'Era                | Campos   | talaiot      |         | 39° 26′ 46″ N, 3° 03′ 23″ E / 39.446179°N,3.056447°E | bé d'interès cultural |                     | Modifica les dades a Wikidata |
|        | Talaiot de Lloquet                         | Campos   | talaiot      |         |                                                      | bé d'interès cultural |                     | Modifica les dades a Wikidata |
|        | Talaiot de Son Amer / Son Baco / Es Cuitor | Campos   | talaiot      |         | 39° 22′ 59″ N, 3° 02′ 08″ E / 39.383113°N,3.0356°E   | bé d'interès cultural |                     | Modifica les dades a Wikidata |

## Capdepera
| imatge | Nom                                     | Ubicat a  | instància de | Detalls | coordenades                                          | Protecció             | Commons (més fotos) | Dades a WD                    |
| ------ | --------------------------------------- | --------- | ------------ | ------- | ---------------------------------------------------- | --------------------- | ------------------- | ----------------------------- |
|        | Necròpolis de Canyamel / Puig de s'Hort | Capdepera | talaiot      |         | 39° 39′ 23″ N, 3° 25′ 32″ E / 39.656332°N,3.42555°E  | bé d'interès cultural |                     | Modifica les dades a Wikidata |
|        | Talaiot de Son Valent / Es Sementeret   | Capdepera | talaiot      |         |                                                      | bé d'interès cultural |                     | Modifica les dades a Wikidata |
|        | Talaiot de s'Heretat                    | Capdepera | talaiot      |         | 39° 40′ 41″ N, 3° 25′ 55″ E / 39.678116°N,3.432007°E | bé d'interès cultural | Claper des Gegant   | Modifica les dades a Wikidata |
|        | Talaiot de s'Horta                      | Capdepera | talaiot      |         |                                                      | bé d'interès cultural |                     | Modifica les dades a Wikidata |
|        | Talaiot des Claper                      | Capdepera | talaiot      |         | 39° 42′ 02″ N, 3° 25′ 50″ E / 39.700463°N,3.430487°E | bé d'interès cultural |                     | Modifica les dades a Wikidata |

## Costitx
| imatge | Nom                                           | Ubicat a | instància de | Detalls | coordenades                                          | Protecció             | Commons (més fotos) | Dades a WD                    |
| ------ | --------------------------------------------- | -------- | ------------ | ------- | ---------------------------------------------------- | --------------------- | ------------------- | ----------------------------- |
|        | Talaiot de Binifat                            | Costitx  | talaiot      |         |                                                      | bé d'interès cultural |                     | Modifica les dades a Wikidata |
|        | Talaiot de Son Vispó                          | Costitx  | talaiot      |         | 39° 38′ 28″ N, 2° 56′ 15″ E / 39.640992°N,2.937381°E | bé d'interès cultural |                     | Modifica les dades a Wikidata |
|        | Talaiot de l'Antigor / Es Cementeri des Moros | Costitx  | talaiot      |         | 39° 39′ 35″ N, 2° 57′ 52″ E / 39.659736°N,2.964526°E | bé d'interès cultural |                     | Modifica les dades a Wikidata |

## Escorca
| imatge | Nom                                            | Ubicat a | instància de | Detalls | coordenades                                          | Protecció             | Commons (més fotos) | Dades a WD                    |
| ------ | ---------------------------------------------- | -------- | ------------ | ------- | ---------------------------------------------------- | --------------------- | ------------------- | ----------------------------- |
|        | Talaiot de sa possessió d'Escorca / Sa Miranda | Escorca  | talaiot      |         | 39° 49′ 54″ N, 2° 50′ 56″ E / 39.831747°N,2.848753°E | bé d'interès cultural |                     | Modifica les dades a Wikidata |

## Esporles
| imatge | Nom                                          | Ubicat a | instància de | Detalls | coordenades                                            | Protecció             | Commons (més fotos) | Dades a WD                    |
| ------ | -------------------------------------------- | -------- | ------------ | ------- | ------------------------------------------------------ | --------------------- | ------------------- | ----------------------------- |
|        | Talaiot de Son Cabaspre                      | Esporles | talaiot      |         | 39° 41′ 09″ N, 2° 35′ 31″ E / 39.6859057°N,2.5919978°E | bé d'interès cultural |                     | Modifica les dades a Wikidata |
|        | Talaiot de Son Malferit / Es Caragol         | Esporles | talaiot      |         | 39° 38′ 40″ N, 2° 34′ 41″ E / 39.644379°N,2.578175°E   | bé d'interès cultural |                     | Modifica les dades a Wikidata |
|        | Talaiot de Son Tugores / Puig de ses Forques | Esporles | talaiot      |         | 39° 39′ 36″ N, 2° 37′ 12″ E / 39.66003°N,2.620047°E    | bé d'interès cultural |                     | Modifica les dades a Wikidata |
|        | Talaiot de sa Granja / S'Ossera              | Esporles | talaiot      |         | 39° 40′ 16″ N, 2° 33′ 46″ E / 39.671083°N,2.562867°E   | bé d'interès cultural |                     | Modifica les dades a Wikidata |

## Felanitx
| imatge | Nom                   | Ubicat a | instància de | Detalls | coordenades                                          | Protecció             | Commons (més fotos) | Dades a WD                    |
| ------ | --------------------- | -------- | ------------ | ------- | ---------------------------------------------------- | --------------------- | ------------------- | ----------------------------- |
|        | Talaiot de Son Oliver | Felanitx | talaiot      |         | 39° 29′ 45″ N, 3° 07′ 51″ E / 39.495858°N,3.130803°E | bé d'interès cultural |                     | Modifica les dades a Wikidata |

## Inca
| imatge | Nom                                              | Ubicat a | instància de | Detalls | coordenades                                          | Protecció             | Commons (més fotos) | Dades a WD                    |
| ------ | ------------------------------------------------ | -------- | ------------ | ------- | ---------------------------------------------------- | --------------------- | ------------------- | ----------------------------- |
|        | Talaiot de Ca los Carros                         | Inca     | talaiot      |         |                                                      | bé d'interès cultural |                     | Modifica les dades a Wikidata |
|        | Talaiot de Son Mas des Poticari / s'Argenteria   | Inca     | talaiot      |         | 39° 41′ 06″ N, 2° 58′ 32″ E / 39.684977°N,2.97558°E  | bé d'interès cultural |                     | Modifica les dades a Wikidata |
|        | Talaiot de Son Vivot / Es Puig / Claper des Moro | Inca     | talaiot      |         | 39° 43′ 59″ N, 2° 58′ 07″ E / 39.733162°N,2.968573°E | bé d'interès cultural |                     | Modifica les dades a Wikidata |
|        | Talaiot de s'Avençar / Son Trempó                | Inca     | talaiot      |         | 39° 43′ 07″ N, 2° 56′ 02″ E / 39.718713°N,2.933811°E | bé d'interès cultural |                     | Modifica les dades a Wikidata |
|        | talaiot de Tirasset / Can Colau                  | Inca     | talaiot      |         | 39° 42′ 08″ N, 2° 58′ 34″ E / 39.702088°N,2.976169°E | bé d'interès cultural |                     | Modifica les dades a Wikidata |

## Lloret de Vistalegre
| imatge | Nom                                              | Ubicat a             | instància de | Detalls | coordenades                                         | Protecció             | Commons (més fotos) | Dades a WD                    |
| ------ | ------------------------------------------------ | -------------------- | ------------ | ------- | --------------------------------------------------- | --------------------- | ------------------- | ----------------------------- |
|        | Talaiot de Son Gelabert d'Alt / Talaiot de s'Era | Lloret de Vistalegre | talaiot      |         | 39° 37′ 38″ N, 2° 58′ 12″ E / 39.62712°N,2.969891°E | bé d'interès cultural |                     | Modifica les dades a Wikidata |
|        | Talaiot de Son Gelabert d'Alt / sa Pleta         | Lloret de Vistalegre | talaiot      |         | 39° 37′ 38″ N, 2° 58′ 08″ E / 39.62712°N,2.968971°E | bé d'interès cultural |                     | Modifica les dades a Wikidata |

## Llubí
| imatge | Nom                                        | Ubicat a | instància de | Detalls | coordenades                                          | Protecció             | Commons (més fotos) | Dades a WD                    |
| ------ | ------------------------------------------ | -------- | ------------ | ------- | ---------------------------------------------------- | --------------------- | ------------------- | ----------------------------- |
|        | Talaiot de Son Bessó                       | Llubí    | talaiot      |         | 39° 40′ 53″ N, 3° 01′ 10″ E / 39.681374°N,3.019311°E | bé d'interès cultural |                     | Modifica les dades a Wikidata |
|        | Talaiot de Son Burguet / Can Tòfol         | Llubí    | talaiot      |         | 39° 41′ 26″ N, 3° 01′ 49″ E / 39.690445°N,3.030401°E | bé d'interès cultural |                     | Modifica les dades a Wikidata |
|        | Talaiot de Vinagrella / Es Forn de Calç    | Llubí    | talaiot      |         | 39° 42′ 50″ N, 3° 00′ 35″ E / 39.713803°N,3.009765°E | bé d'interès cultural |                     | Modifica les dades a Wikidata |
|        | Talaiot de sa Serra de Muro / Can Carreres | Llubí    | talaiot      |         | 39° 40′ 51″ N, 3° 02′ 16″ E / 39.680739°N,3.037852°E | bé d'interès cultural |                     | Modifica les dades a Wikidata |
|        | Talaiot des Caülls                         | Llubí    | talaiot      |         | 39° 43′ 12″ N, 2° 59′ 46″ E / 39.719939°N,2.99622°E  | bé d'interès cultural |                     | Modifica les dades a Wikidata |

## Llucmajor
| imatge | Nom                                                   | Ubicat a  | instància de    | Detalls | coordenades                                                     | Protecció             | Commons (més fotos)                    | Dades a WD                    |
| ------ | ----------------------------------------------------- | --------- | --------------- | ------- | --------------------------------------------------------------- | --------------------- | -------------------------------------- | ----------------------------- |
|        | Talaiot de Can Mòger                                  | Llucmajor | megàlit talaiot |         | 39° 25′ 26″ N, 2° 51′ 01″ E / 39.424°N,2.8502°E                 | bé d'interès cultural |                                        | Modifica les dades a Wikidata |
|        | Talaiot de Capocorb d'en Jaquetó / Tanca des Talaiots | Llucmajor | megàlit talaiot |         | 39° 24′ 00″ N, 2° 49′ 39″ E / 39.4°N,2.8275°E Capocorb Vell     | bé d'interès cultural | Talaiot de Capocorb d'en Jaquetó       | Modifica les dades a Wikidata |
|        | Talaiot de Gomereta - Darrera ses Cases               | Llucmajor | megàlit talaiot |         | 39° 24′ 42″ N, 2° 49′ 56″ E / 39.41167°N,2.83222°E Gomereta     | bé d'interès cultural |                                        | Modifica les dades a Wikidata |
|        | Talaiot de Son Noguera                                | Llucmajor | talaiot         |         | 39° 28′ 58″ N, 2° 51′ 34″ E / 39.48278°N,2.859444°E Son Noguera | bé d'interès cultural | Talaiot de Son Noguera                 | Modifica les dades a Wikidata |
|        | Talaiot de Son Taixaquet d'en Ramonell                | Llucmajor | talaiot         |         | 39° 27′ 36″ N, 2° 51′ 16″ E / 39.46°N,2.854444°E                | bé d'interès cultural | Talaiot de Son Taixaquet d'en Ramonell | Modifica les dades a Wikidata |
|        | Talaiot de Son Taixaquet des Llobets                  | Llucmajor | megàlit talaiot |         | 39° 27′ 15″ N, 2° 51′ 13″ E / 39.4541°N,2.85363°E Son Taixaquet | bé d'interès cultural |                                        | Modifica les dades a Wikidata |
|        | Talaiot de s'Àguila d'en Pere                         | Llucmajor | talaiot         |         |                                                                 | bé d'interès cultural |                                        | Modifica les dades a Wikidata |
|        | talaiot de sa Talaia                                  | Llucmajor | talaiot         |         | 39° 25′ 10″ N, 2° 54′ 36″ E / 39.4194°N,2.91°E sa Talaia        | bé d'interès cultural |                                        | Modifica les dades a Wikidata |

## Manacor
| imatge | Nom                                        | Ubicat a | instància de | Detalls | coordenades                                          | Protecció             | Commons (més fotos)      | Dades a WD                    |
| ------ | ------------------------------------------ | -------- | ------------ | ------- | ---------------------------------------------------- | --------------------- | ------------------------ | ----------------------------- |
|        | Ca na Bou / Bendrís                        | Manacor  | talaiot      |         | 39° 36′ 07″ N, 3° 10′ 59″ E / 39.602005°N,3.182947°E | bé d'interès cultural |                          | Modifica les dades a Wikidata |
|        | Can Negre / Rafal de Son Macià             | Manacor  | talaiot      |         | 39° 30′ 03″ N, 3° 15′ 01″ E / 39.500879°N,3.250378°E | bé d'interès cultural |                          | Modifica les dades a Wikidata |
|        | Cas Frasquet / Son Forteza Vell            | Manacor  | talaiot      |         | 39° 30′ 30″ N, 3° 17′ 31″ E / 39.50845°N,3.292037°E  | bé d'interès cultural |                          | Modifica les dades a Wikidata |
|        | Sa Coma Freda / Santa Cirga                | Manacor  | talaiot      |         | 39° 34′ 07″ N, 3° 15′ 29″ E / 39.568524°N,3.25795°E  | bé d'interès cultural |                          | Modifica les dades a Wikidata |
|        | Sa Pleta / Son Ribot                       | Manacor  | talaiot      |         | 39° 36′ 57″ N, 3° 14′ 45″ E / 39.615854°N,3.245893°E | bé d'interès cultural |                          | Modifica les dades a Wikidata |
|        | Son Grimalt                                | Manacor  | talaiot      |         | 39° 34′ 03″ N, 3° 14′ 26″ E / 39.567596°N,3.240489°E | bé d'interès cultural |                          | Modifica les dades a Wikidata |
|        | Son Sureda Pobre                           | Manacor  | talaiot      |         | 39° 37′ 28″ N, 3° 12′ 23″ E / 39.624427°N,3.206302°E | bé d'interès cultural |                          | Modifica les dades a Wikidata |
|        | Talaiot d'Albocàsser / ses Trenta          | Manacor  | talaiot      |         |                                                      | bé d'interès cultural |                          | Modifica les dades a Wikidata |
|        | Talaiot d'Hospitalet                       | Manacor  | talaiot      |         |                                                      | bé d'interès cultural |                          | Modifica les dades a Wikidata |
|        | Talaiot de Cala Morlanda                   | Manacor  | talaiot      |         | 39° 33′ 30″ N, 3° 22′ 21″ E / 39.558302°N,3.372569°E | bé d'interès cultural | Talaiot de Cala Morlanda | Modifica les dades a Wikidata |
|        | Talaiot de Can Palouet Vell                | Manacor  | talaiot      |         | 39° 32′ 04″ N, 3° 15′ 01″ E / 39.534482°N,3.25026°E  | bé d'interès cultural |                          | Modifica les dades a Wikidata |
|        | Talaiot de Rafalet d'en Sitges             | Manacor  | talaiot      |         |                                                      | bé d'interès cultural |                          | Modifica les dades a Wikidata |
|        | Talaiot de Rotana / sa Marina              | Manacor  | talaiot      |         |                                                      | bé d'interès cultural |                          | Modifica les dades a Wikidata |
|        | Talaiot de Santa Cirga / Darrera ses Cases | Manacor  | talaiot      |         | 39° 34′ 12″ N, 3° 15′ 31″ E / 39.570125°N,3.258614°E | bé d'interès cultural |                          | Modifica les dades a Wikidata |
|        | Talaiot de Son Gener / es Puig Sec         | Manacor  | talaiot      |         | 39° 38′ 48″ N, 3° 11′ 18″ E / 39.646597°N,3.188309°E | bé d'interès cultural |                          | Modifica les dades a Wikidata |
|        | Talaiot de Son Sureda des Molí             | Manacor  | talaiot      |         |                                                      | bé d'interès cultural |                          | Modifica les dades a Wikidata |
|        | Talaiot des Fangar / es Picotó             | Manacor  | talaiot      |         |                                                      | bé d'interès cultural |                          | Modifica les dades a Wikidata |
|        | Talaiot des Rafalet Vell                   | Manacor  | talaiot      |         | 39° 36′ 04″ N, 3° 10′ 23″ E / 39.601031°N,3.173193°E | bé d'interès cultural | Talaiot des Rafalet Vell | Modifica les dades a Wikidata |
|        | es Claper des Gegant / Son Sureda Ric      | Manacor  | talaiot      |         | 39° 37′ 25″ N, 3° 12′ 06″ E / 39.623534°N,3.201639°E | bé d'interès cultural |                          | Modifica les dades a Wikidata |
|        | es Talaiot / Justaní                       | Manacor  | talaiot      |         | 39° 32′ 41″ N, 3° 09′ 32″ E / 39.54475°N,3.158931°E  | bé d'interès cultural |                          | Modifica les dades a Wikidata |
|        | sa Gruta / Ca l'Amo en Martí               | Manacor  | talaiot      |         | 39° 33′ 40″ N, 3° 21′ 08″ E / 39.560995°N,3.352219°E | bé d'interès cultural |                          | Modifica les dades a Wikidata |
|        | sa Sínia Nova / Clova des Castell          | Manacor  | talaiot      |         | 39° 37′ 15″ N, 3° 13′ 00″ E / 39.620795°N,3.216789°E | bé d'interès cultural |                          | Modifica les dades a Wikidata |

## Mancor de la Vall
| imatge | Nom                | Ubicat a          | instància de | Detalls | coordenades                                          | Protecció             | Commons (més fotos) | Dades a WD                    |
| ------ | ------------------ | ----------------- | ------------ | ------- | ---------------------------------------------------- | --------------------- | ------------------- | ----------------------------- |
|        | es Clot des Diners | Mancor de la Vall | talaiot      |         | 39° 45′ 15″ N, 2° 52′ 23″ E / 39.754082°N,2.872947°E | bé d'interès cultural |                     | Modifica les dades a Wikidata |

## Marratxí
| imatge | Nom                | Ubicat a | instància de | Detalls | coordenades | Protecció             | Commons (més fotos) | Dades a WD                    |
| ------ | ------------------ | -------- | ------------ | ------- | ----------- | --------------------- | ------------------- | ----------------------------- |
|        | Talaiot de Can Vic | Marratxí | talaiot      |         |             | bé d'interès cultural |                     | Modifica les dades a Wikidata |

## Montuïri
| imatge | Nom                | Ubicat a | instància de                                  | Detalls | coordenades                                          | Protecció             | Commons (més fotos) | Dades a WD                    |
| ------ | ------------------ | -------- | --------------------------------------------- | ------- | ---------------------------------------------------- | --------------------- | ------------------- | ----------------------------- |
|        | Campanar des Moros | Montuïri | talaiot jaciment arqueològic                  |         | 39° 35′ 10″ N, 2° 58′ 55″ E / 39.58598°N,2.9819°E    | bé d'interès cultural |                     | Modifica les dades a Wikidata |
|        | Son Fornés         | Montuïri | talaiot jaciment arqueològic poblat talaiòtic |         | 39° 35′ 03″ N, 2° 58′ 03″ E / 39.58416667°N,2.9675°E | bé d'interès cultural | Son Fornés          | Modifica les dades a Wikidata |

## Muro
| imatge | Nom                         | Ubicat a | instància de | Detalls | coordenades                                          | Protecció             | Commons (més fotos) | Dades a WD                    |
| ------ | --------------------------- | -------- | ------------ | ------- | ---------------------------------------------------- | --------------------- | ------------------- | ----------------------------- |
|        | Can Milec / Son Pelet       | Muro     | talaiot      |         | 39° 42′ 43″ N, 3° 03′ 17″ E / 39.711808°N,3.05468°E  | bé d'interès cultural |                     | Modifica les dades a Wikidata |
|        | Son Perera Nou / Can Cotxer | Muro     | talaiot      |         | 39° 44′ 15″ N, 3° 04′ 29″ E / 39.737386°N,3.074645°E | bé d'interès cultural |                     | Modifica les dades a Wikidata |
|        | Talaiot de sa Talaia Blanca | Muro     | talaiot      |         |                                                      | bé d'interès cultural |                     | Modifica les dades a Wikidata |

## Palma
| imatge | Nom                                                       | Ubicat a | instància de | Detalls | coordenades                                          | Protecció             | Commons (més fotos) | Dades a WD                    |
| ------ | --------------------------------------------------------- | -------- | ------------ | ------- | ---------------------------------------------------- | --------------------- | ------------------- | ----------------------------- |
|        | Puig des Gat / Sarrià                                     | Palma    | talaiot      |         | 39° 38′ 39″ N, 2° 36′ 13″ E / 39.644108°N,2.603596°E | bé d'interès cultural |                     | Modifica les dades a Wikidata |
|        | Talaiot de Can Pinya / Darrera ses cases                  | Palma    | talaiot      |         |                                                      | bé d'interès cultural |                     | Modifica les dades a Wikidata |
|        | Talaiot de Sarrià / ses Clavegueres                       | Palma    | talaiot      |         | 39° 38′ 39″ N, 2° 36′ 13″ E / 39.644181°N,2.603585°E | bé d'interès cultural |                     | Modifica les dades a Wikidata |
|        | Talaiot de Son Rul·lan                                    | Palma    | talaiot      |         | 39° 35′ 39″ N, 2° 44′ 06″ E / 39.594188°N,2.735124°E | bé d'interès cultural |                     | Modifica les dades a Wikidata |
|        | Talaiot des Caragol / Talaiot des Puig de n'Auba / Sarrià | Palma    | talaiot      |         | 39° 38′ 53″ N, 2° 36′ 09″ E / 39.648078°N,2.602396°E | bé d'interès cultural |                     | Modifica les dades a Wikidata |
|        | sa Pleta / sa Partió                                      | Palma    | talaiot      |         | 39° 36′ 03″ N, 2° 43′ 39″ E / 39.600855°N,2.727633°E | bé d'interès cultural |                     | Modifica les dades a Wikidata |

## Petra
| imatge | Nom                 | Ubicat a | instància de | Detalls | coordenades                                          | Protecció             | Commons (més fotos) | Dades a WD                    |
| ------ | ------------------- | -------- | ------------ | ------- | ---------------------------------------------------- | --------------------- | ------------------- | ----------------------------- |
|        | Ca n'Avellana       | Petra    | talaiot      |         | 39° 39′ 55″ N, 3° 11′ 41″ E / 39.665165°N,3.194777°E | bé d'interès cultural |                     | Modifica les dades a Wikidata |
|        | Son Homar           | Petra    | talaiot      |         | 39° 36′ 24″ N, 3° 05′ 55″ E / 39.606548°N,3.098628°E | bé d'interès cultural |                     | Modifica les dades a Wikidata |
|        | talaiot de Termenor | Petra    | talaiot      |         | 39° 35′ 54″ N, 3° 08′ 02″ E / 39.598214°N,3.134024°E | bé d'interès cultural | Talaiot de Termenor | Modifica les dades a Wikidata |

## Porreres
| imatge | Nom                   | Ubicat a | instància de                 | Detalls | coordenades                                                                         | Protecció             | Commons (més fotos) | Dades a WD                    |
| ------ | --------------------- | -------- | ---------------------------- | ------- | ----------------------------------------------------------------------------------- | --------------------- | ------------------- | ----------------------------- |
|        | Talaiot dels Baulenes | Porreres | jaciment arqueològic talaiot |         | 39° 28′ 32″ N, 2° 59′ 08″ E / 39.47544444444444°N,2.9855833333333335°E Els Baulenes | bé d'interès cultural |                     | Modifica les dades a Wikidata |

## Puigpunyent
| imatge | Nom                            | Ubicat a    | instància de                 | Detalls | coordenades                                                           | Protecció             | Commons (més fotos)               | Dades a WD                    |
| ------ | ------------------------------ | ----------- | ---------------------------- | ------- | --------------------------------------------------------------------- | --------------------- | --------------------------------- | ----------------------------- |
|        | El Serral de les Abelles       | Puigpunyent | jaciment arqueològic talaiot |         | 39° 36′ 59″ N, 2° 32′ 35″ E / 39.61644444444445°N,2.543111111111111°E | bé d'interès cultural | Talaiot del Serral de les Abelles | Modifica les dades a Wikidata |
|        | sa Casa des Gegant de Son Puig | Puigpunyent | jaciment arqueològic talaiot |         | 39° 37′ 34″ N, 2° 32′ 28″ E / 39.626038°N,2.541106°E                  | bé d'interès cultural | La Casa del Gegant de Son Puig    | Modifica les dades a Wikidata |

## Sant Llorenç des Cardassar
| imatge | Nom                                         | Ubicat a                   | instància de | Detalls | coordenades                                          | Protecció             | Commons (més fotos) | Dades a WD                    |
| ------ | ------------------------------------------- | -------------------------- | ------------ | ------- | ---------------------------------------------------- | --------------------- | ------------------- | ----------------------------- |
|        | Talaiot d'en Tengo / Can Tafal              | Sant Llorenç des Cardassar | talaiot      |         | 39° 38′ 09″ N, 3° 15′ 22″ E / 39.635862°N,3.255992°E | bé d'interès cultural |                     | Modifica les dades a Wikidata |
|        | Talaiot de ses Toltes / es Puig             | Sant Llorenç des Cardassar | talaiot      |         | 39° 36′ 22″ N, 3° 18′ 26″ E / 39.606093°N,3.307356°E | bé d'interès cultural |                     | Modifica les dades a Wikidata |
|        | Talaiot de ses Voltes / na Cagalls          | Sant Llorenç des Cardassar | talaiot      |         | 39° 38′ 34″ N, 3° 16′ 36″ E / 39.642653°N,3.276634°E | bé d'interès cultural |                     | Modifica les dades a Wikidata |
|        | sa Torre Nova / ses Cases Noves / na Gatera | Sant Llorenç des Cardassar | talaiot      |         | 39° 35′ 01″ N, 3° 21′ 23″ E / 39.583517°N,3.356292°E | bé d'interès cultural | Na Gatera           | Modifica les dades a Wikidata |

## Santanyí
| imatge | Nom                                                                 | Ubicat a | instància de                 | Detalls | coordenades                                                  | Protecció             | Commons (més fotos) | Dades a WD                    |
| ------ | ------------------------------------------------------------------- | -------- | ---------------------------- | ------- | ------------------------------------------------------------ | --------------------- | ------------------- | ----------------------------- |
|        | Talaiot de Can Bennàsser / es Cuitor / Tanca des Botigó             | Santanyí | talaiot                      |         | 39° 22′ 25″ N, 3° 08′ 20″ E / 39.373583°N,3.138922°E         | bé d'interès cultural |                     | Modifica les dades a Wikidata |
|        | Talaiot de Son Cusina / Talaia d'en Grimalt                         | Santanyí | talaiot                      |         |                                                              | bé d'interès cultural |                     | Modifica les dades a Wikidata |
|        | Talaiot de Son Cusina / Talaia d'en Perico Pomar                    | Santanyí | talaiot                      |         |                                                              | bé d'interès cultural |                     | Modifica les dades a Wikidata |
|        | Talaiot de Son Cusina / es Corralots                                | Santanyí | talaiot                      |         |                                                              | bé d'interès cultural |                     | Modifica les dades a Wikidata |
|        | Talaiot de Son Danús                                                | Santanyí | talaiot                      |         |                                                              | bé d'interès cultural |                     | Modifica les dades a Wikidata |
|        | Talaiot de Son Danús Vell / Pleta de sa Carretera / Pleta de Davant | Santanyí | talaiot                      |         | 39° 22′ 18″ N, 3° 06′ 29″ E / 39.371804°N,3.108049°E         | bé d'interès cultural |                     | Modifica les dades a Wikidata |
|        | Talaiot de sa Talaia / Ca l'Amo en Toni Jordi                       | Santanyí | talaiot                      |         | 39° 23′ 04″ N, 3° 08′ 18″ E / 39.384396°N,3.138259°E         | bé d'interès cultural |                     | Modifica les dades a Wikidata |
|        | Talaiot des Llombards / Pleta de Cas Traginer                       | Santanyí | talaiot                      |         | 39° 20′ 45″ N, 3° 05′ 34″ E / 39.345776°N,3.092795°E         | bé d'interès cultural |                     | Modifica les dades a Wikidata |
|        | poblat talaiòtic de na Nova                                         | Santanyí | jaciment arqueològic talaiot |         | 39° 19′ 13″ N, 3° 07′ 27″ E / 39.320156°N,3.124199°E 50 msnm | bé d'interès cultural | Na Nova             | Modifica les dades a Wikidata |

## Selva
| imatge | Nom                 | Ubicat a | instància de | Detalls | coordenades                                         | Protecció             | Commons (més fotos) | Dades a WD                    |
| ------ | ------------------- | -------- | ------------ | ------- | --------------------------------------------------- | --------------------- | ------------------- | ----------------------------- |
|        | Talaiot de Son Odre | Selva    | talaiot      |         | 39° 43′ 56″ N, 2° 53′ 04″ E / 39.732289°N,2.88455°E | bé d'interès cultural |                     | Modifica les dades a Wikidata |

## Sencelles
| imatge | Nom                    | Ubicat a  | instància de                 | Detalls | coordenades                                         | Protecció             | Commons (més fotos)    | Dades a WD                    |
| ------ | ---------------------- | --------- | ---------------------------- | ------- | --------------------------------------------------- | --------------------- | ---------------------- | ----------------------------- |
|        | Talaiot de Son Fred    | Sencelles | megàlit talaiot              |         | 39° 39′ 31″ N, 2° 54′ 43″ E / 39.6586°N,2.9119°E    | bé d'interès cultural | Talaiot de Son Fred    | Modifica les dades a Wikidata |
|        | ses Talaies de Can Xim | Sencelles | talaiot jaciment arqueològic |         | 39° 38′ 19″ N, 2° 55′ 03″ E / 39.638521°N,2.91757°E | bé d'interès cultural | Ses Talaies de Can Xim | Modifica les dades a Wikidata |
|        | talaiot de Binifat     | Sencelles | talaiot                      |         | 39° 38′ 19″ N, 2° 56′ 16″ E / 39.63856°N,2.937721°E | bé d'interès cultural | Talaiot de Binifat     | Modifica les dades a Wikidata |

## Son Servera
| imatge | Nom             | Ubicat a    | instància de | Detalls | coordenades                                        | Protecció             | Commons (més fotos) | Dades a WD                    |
| ------ | --------------- | ----------- | ------------ | ------- | -------------------------------------------------- | --------------------- | ------------------- | ----------------------------- |
|        | Talaiot de Pula | Son Servera | talaiot      |         | 39° 38′ 42″ N, 3° 22′ 43″ E / 39.64494°N,3.37864°E | bé d'interès cultural | Talaiot de Pula     | Modifica les dades a Wikidata |

## Valldemossa
| imatge | Nom                                  | Ubicat a    | instància de | Detalls | coordenades                                          | Protecció             | Commons (més fotos) | Dades a WD                    |
| ------ | ------------------------------------ | ----------- | ------------ | ------- | ---------------------------------------------------- | --------------------- | ------------------- | ----------------------------- |
|        | Talaiot de sa Coma / ses Castanyeres | Valldemossa | talaiot      |         | 39° 42′ 41″ N, 2° 38′ 10″ E / 39.711431°N,2.636109°E | bé d'interès cultural |                     | Modifica les dades a Wikidata |

## Vilafranca de Bonany
| imatge | Nom                        | Ubicat a             | instància de | Detalls | coordenades                                          | Protecció             | Commons (més fotos) | Dades a WD                    |
| ------ | -------------------------- | -------------------- | ------------ | ------- | ---------------------------------------------------- | --------------------- | ------------------- | ----------------------------- |
|        | Talaiot Son Pou Vell       | Vilafranca de Bonany | talaiot      |         | 39° 33′ 42″ N, 3° 07′ 59″ E / 39.561533°N,3.132929°E | bé d'interès cultural |                     | Modifica les dades a Wikidata |
|        | Talaiot des Castellot Vell | Vilafranca de Bonany | talaiot      |         | 39° 33′ 02″ N, 3° 08′ 52″ E / 39.550631°N,3.147666°E | bé d'interès cultural |                     | Modifica les dades a Wikidata |

## ses Salines
| imatge | Nom          | Ubicat a    | instància de             | Detalls | coordenades                                              | Protecció             | Commons (més fotos) | Dades a WD                    |
| ------ | ------------ | ----------- | ------------------------ | ------- | -------------------------------------------------------- | --------------------- | ------------------- | ----------------------------- |
|        | els Antigors | ses Salines | talaiot poblat talaiòtic |         | 39° 19′ 47″ N, 3° 03′ 20″ E / 39.32980556°N,3.05569444°E | bé d'interès cultural | Es Antigors         | Modifica les dades a Wikidata |